# Agrypnus colonicus
Agrypnus colonicus is een keversoort uit de familie van de kniptorren (Elateridae). De wetenschappelijke naam van de soort werd voor het eerst geldig gepubliceerd in 1881 door Ernest Candèze.